# تيم كاستن
تيم كاستن (بالألمانية: Tim Kasten)‏ هو لاعب اتحاد الرغبي ألماني، ولد في 27 يناير 1983 في هانوفر في ألمانيا.